# Camellia furfuracea
Camellia furfuracea är en tvåhjärtbladig växtart som först beskrevs av Elmer Drew Merrill, och fick sitt nu gällande namn av Cohen-stuart. Camellia furfuracea ingår i släktet Camellia och familjen Theaceae.

## Underarter
Arten delas in i följande underarter:
- C. f. latipetiolata
- C. f. shanglinensis